# Juego de edades

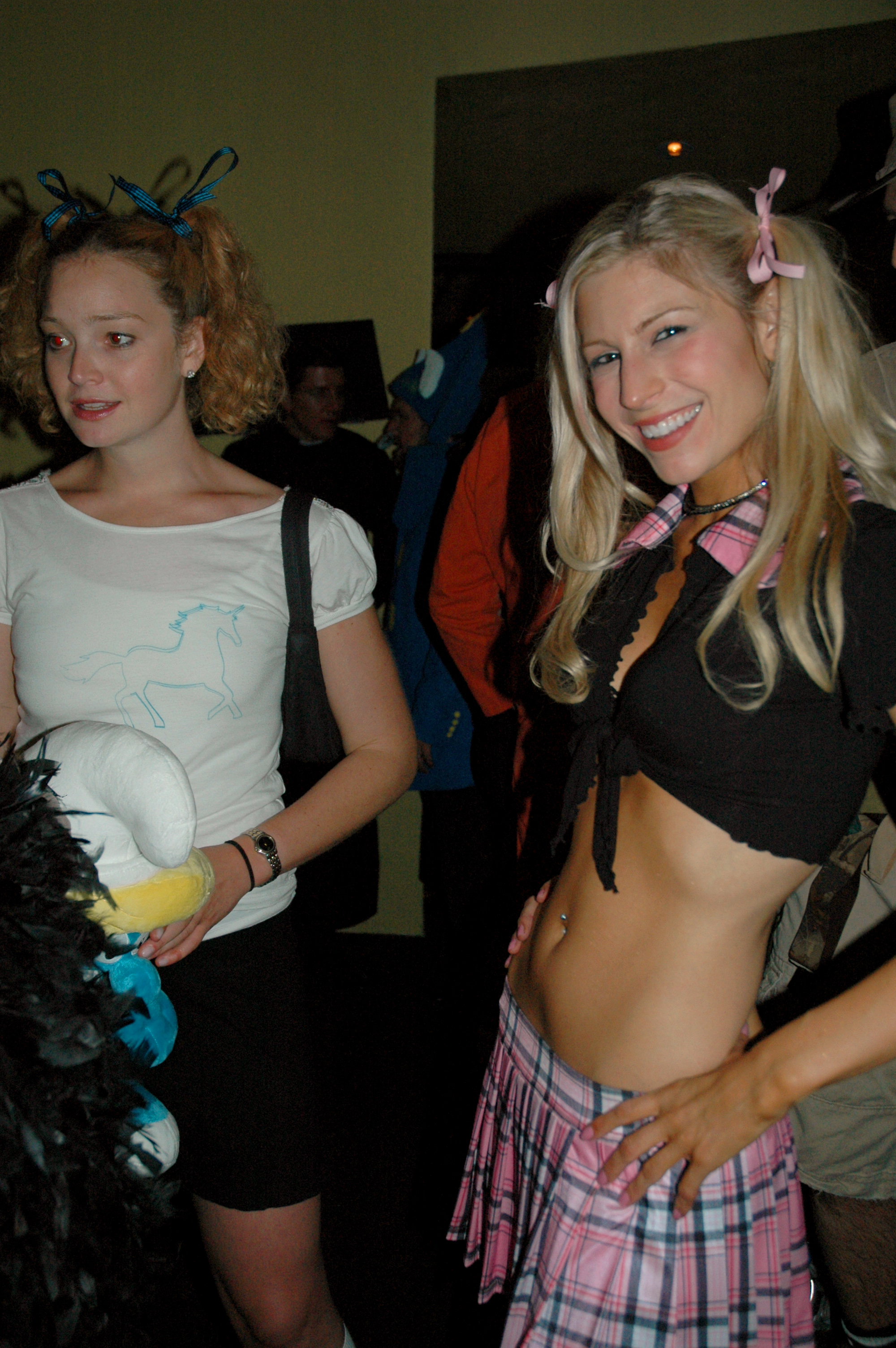
Dos mujeres jóvenes disfrazadas con ropa y accesorios sexualizados asociados con niños, incluyendo coletas y muñecas

Un juego de edades, también llamado age play o ageplay, es una práctica consensuada en la que se interpreta un cambio de edades dentro de una pareja. Este acto puede llevarse a cabo como estilo de vida, o como encuentro sexual.
El objetivo del juego de edades puede ser el de interpretar a miembros de cualquier edad, desde bebés hasta niños y ancianos. Por lo general, esto implica a alguien que finge ser más joven de lo que realmente es, pero más raramente puede implicar asumir un papel de mayor edad.

## Conceptualización

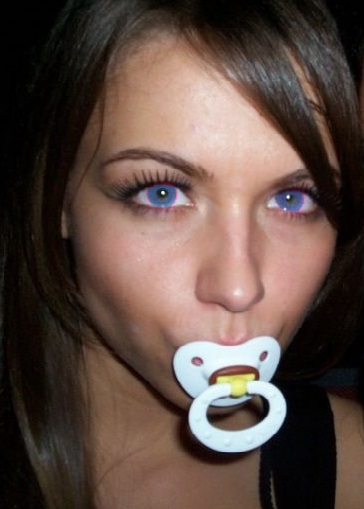
Chupete utilizado por una mujer que actúa como un bebé

Los roles pueden variar según la pareja desee: siendo el hombre o la mujer el o la dominante, y con la variación de la edad que la parte sumisa requiera. En el argot del BDSM, cuando un juego de edades implica a una parte interpretando el papel de un hombre mayor, y a la otra interpretando el papel de una niña pequeña, se le denomina Daddy Dom / Little Girl o DDLG (en español, Papi Dominante / Niñita). Cuando este implica a una parte actuando como una mujer mayor, y a la otra actuando como un niño pequeño, se le denomina Mommy Dom / Little Boy, o DMLB (en español, Mami Dominante / Niñito).
Aunque es evidente la influencia en algunos de estos juegos del mito de la lolita, no parece apreciarse relación alguna con situaciones relacionados con el abuso a menores, de igual forma que las escenificaciones de "violaciones" no presuponen una inclinación a la violencia de género por parte de quienes las practican, o a su tolerancia:

No existe el menor nivel de tolerancia hacia la pedofilia en la comunidad que practica los Age Play, de igual manera que.../... (Albany Powe Exchange, 2001)

Las variaciones sexuales del juego de edades pueden incluir, entre otras cosas, juegos de incesto, donde los individuos recrean y sexualizan roles dentro de una familia, o el fetichismo de las niñas de papá en el que las diferencias de edad reales o imaginarias son la base del juego de roles y la mujer es retratada como la persona más joven.